# Ophiopsila polysticta
Ophiopsila polysticta är en ormstjärneart som beskrevs av Hubert Lyman Clark 1915. Ophiopsila polysticta ingår i släktet Ophiopsila och familjen Ophiocomidae. Inga underarter finns listade i Catalogue of Life.